# Iglesia de San Vladimiro (Sheptitski)
La iglesia de San Vladimiro (en ucraniano: Церква Святого Володимира) es una iglesia ortodoxa ucraniana que se sitúa en Sheptitski, en el óblast de Leópolis de Ucrania. El templo está bajo la jurisdicción de la eparquía de Leópolis y Sokal.

## Geografía
La iglesia está ubicada en la calle Bogdán Jmelnitski, 20 de Sheptitski en el óblast de Leópolis.

## Historia
La iglesia bernardina fue fundada por Józef Felicjan Potocki en 1703 y consagrada al Espíritu Santo. A la entrada principal se añadió en el siglo XIX un pequeño porche con frontón triangular. Había un monasterio al lado de la iglesia. Bernardinos, donde vivían monjes y entre 10 y 12 novicios. Los edificios del monasterio con un patio interior se encuentran junto a la iglesia por el noreste.
La iglesia fue destruida repetidamente por incendios. Después del gran incendio de 1852, el pintor Stanisław Rodecki restauró la policromía de Stanisław Stroiński. Las guerras del siglo XX no causaron ningún daño a la iglesia y al monasterio, sólo sufrió daños la cúpula en 1944. 
Después de 1951, cuando esta parte del territorio polaco pasó a manos de la Unión Soviética en virtud del acuerdo de cambio de fronteras, la iglesia fue utilizada para otros fines y poco a poco fue cayendo en ruinas. 
En 1988, cuando se celebró el 1000 aniversario de la cristianización de la Rus de Kiev, por decisión del ayuntamiento, el edificio fue entregado a la comunidad ortodoxa y se consagró a San Vladimiro de Kiev. En 1988-1989, la iglesia fue renovada y se cambió su exterior. Se agregaron cuatro cúpulas más pequeñas a la cúpula principal, que fueron pintadas de azul y decoradas con estrellas doradas en 2006.

## Arquitectura
El templo fue construido en ladrillo, de planta cruciforme y con tres naves en estilo barroco. La fachada principal está decorada con pilastras, rematada con cornisa, y frontón curvo. La fachada sur de la iglesia carece de decoración arquitectónica. 
Hasta 1990, el interior de la iglesia era el original del siglo XVIII, donde la mayoría de las pinturas representaban escenas de la vida del san Bernardo, del pintor Stanisław Stroiński de Leópolis. El altar de la iglesia era típico de la época barroca, decorado con tallas de madera alrededor de las figuras centrales de los santos Bernardo y Francisco, típicas de la iglesia católica. Los altares de las capillas laterales fueron realizados en estilo trampantojo. La iglesia era famosa por las reliquias del san Clemente.

## Galería

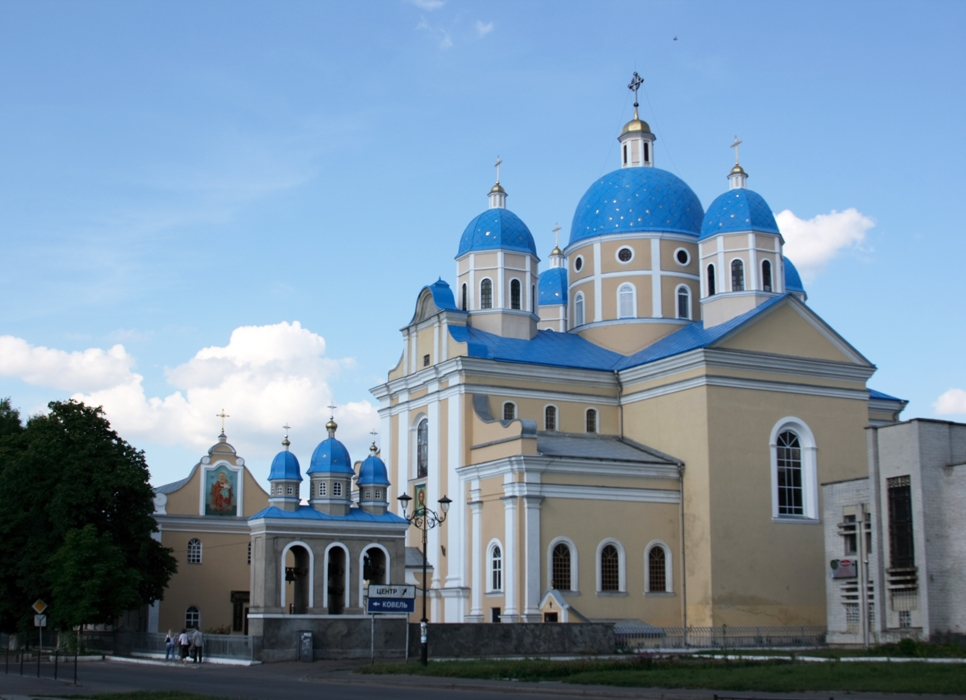
Vista global de la iglesia
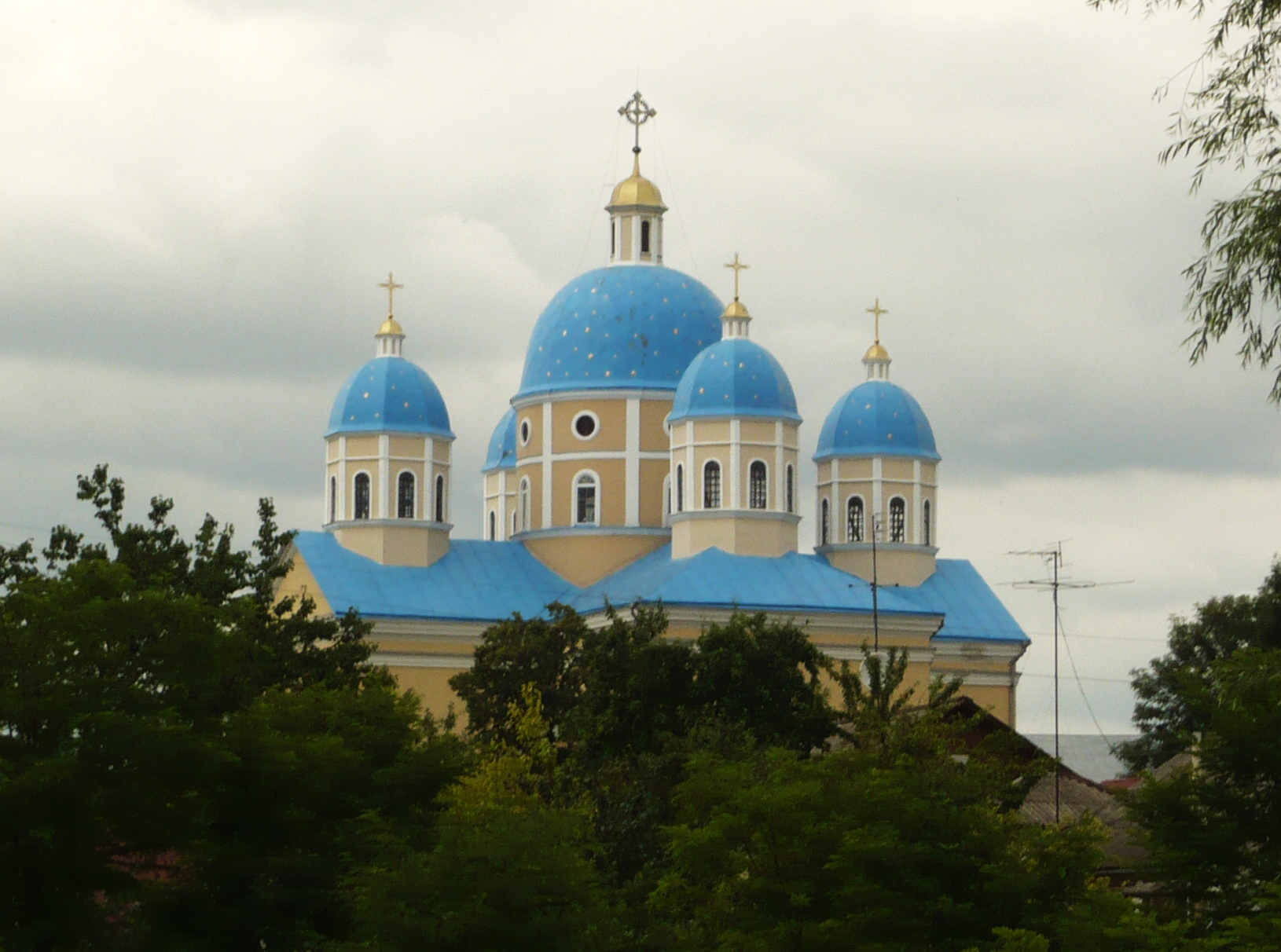
Cúpulas de la iglesia
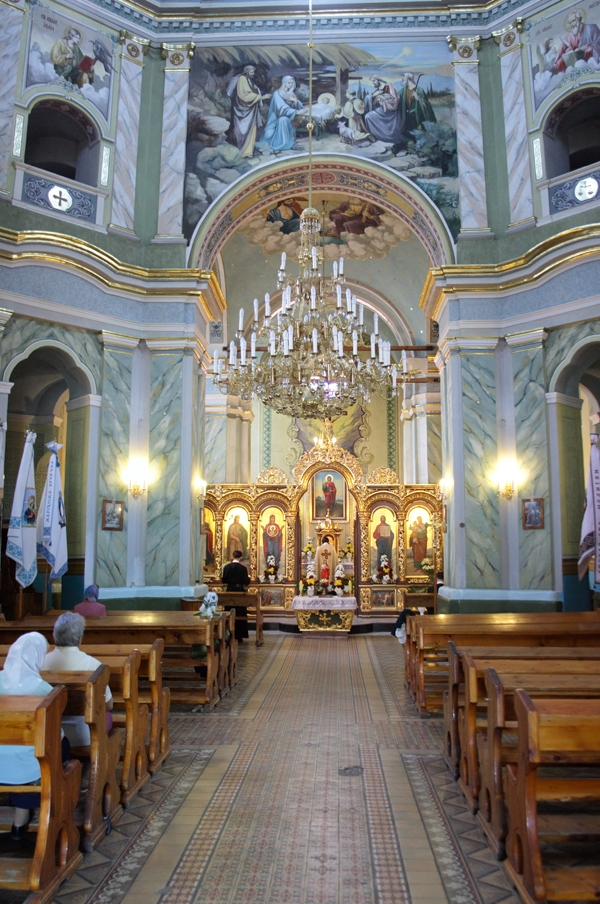
Interior de la iglesia